# Chiemsee (gemeindefreies Gebiet)

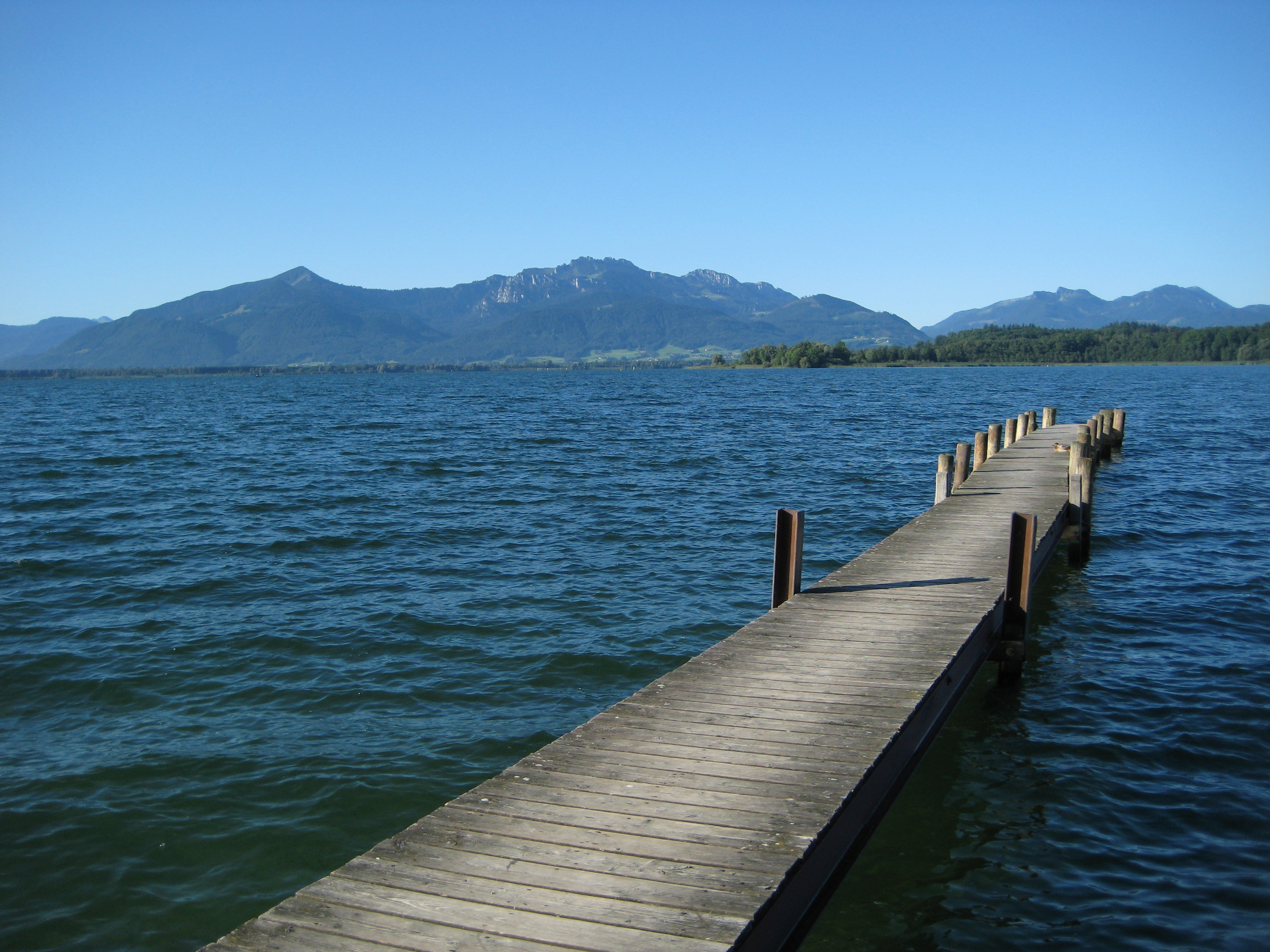
Chiemsee

Chiemsee (See) ist ein gemeindefreies Gebiet im oberbayerischen Landkreis Traunstein.
Das 77,76 km² große Gebiet mit dem amtlichen Gemeindeschlüssel 09189451 umfasst die Wasserfläche des namensgebenden Chiemsee, mit Ausnahme des Aiterbacher Winkels (Schafwaschener Bucht) und des Irschener Winkels, sowie die künstlich angelegte kleine Insel Schalch, die als einzige Chiemseeinsel nicht zur Gemeinde Chiemsee gehört. Das gemeindefreie Gebiet grenzt im Westen sowie an den drei übrigen Chiemsee-Inseln, die die Gemeinde Chiemsee bilden, an den Landkreis Rosenheim.
Einzige Gemarkung im gemeindefreien Gebiet ist die Gemarkung Chiemsee (See). Sie ist 77,76 km² groß und umschließt die Gemarkung Chiemsee der Gemeinde Chiemsee im Landkreis Rosenheim.
Mit der zunehmenden Verlandung der Hirschauer Bucht und des Achendeltas, wurden die Grenzen zu den Gemeinden Grabenstätt und Übersee immer wieder angepasst.